# Casa de Roquefeuil
La casa de Rocafull (también escrito Rocaful y, en textos franceses, Roquefeuil) es una antigua casa nobiliaria francesa que se remonta al siglo XI. La familia es una de las más antiguas de Francia con noble descendencia en Cataluña, Valencia, Murcia y Francia.   
En 1218, Guillermo crea una rama menor en España que fue tan importante como la de Francia.   
A la rama Española se le  concedió  el título de adelantado mayor de Murcia en 1282, el de grande de España en 1703 y recibió el marquesado de Anglesola en 1672 cuando la rama de Francia fue reconocida como los marqueses de Roquefeuil en 1618 y elevado a la dignidad de vicealmirante.  

## Rama de Francia

### Origen de la familia
La familia de Rocafull es un casa nobiliaria francesa que se remonta al siglo XI: en 1032, Seguin Rocafull ofreció posesiones a la abadía de Saint-Guilhem-le-Désert.  
La genealogía de la familia es incierta hasta el casamiento de Bernat señor de Anduze con la heredera Adelaïs Rocafull. 
- Su hijo, Ramon I mantuvo el apellido de Rocafull y se casó con Guillemette, señora de Montpellier y tía de Jaime I de Aragón. Fue Vizconde de Creyssels y barón de Roquefeuil.
  - Ramon II fue famoso por su participación al concilio de Letrán y a la séptima Cruzada. No tuvo hijo y su hermano Arnaud I heredó de sus posesiones.
  - Arnaud I se casó con Beatrix señora de Anduze y tuvo al menos dos hijos:
    - Ramon III (hijo legítimo) que continuó la rama francesa de la familia.
    - Guillermo (hijo ilegítimo) que fue legitimado por su primo Jaime, rey de Aragón que sirvió en las conquistas de los reinos de Valencia y Murcia. Creyó la rama española de la familia.[1]

### Personajes importantes en Francia

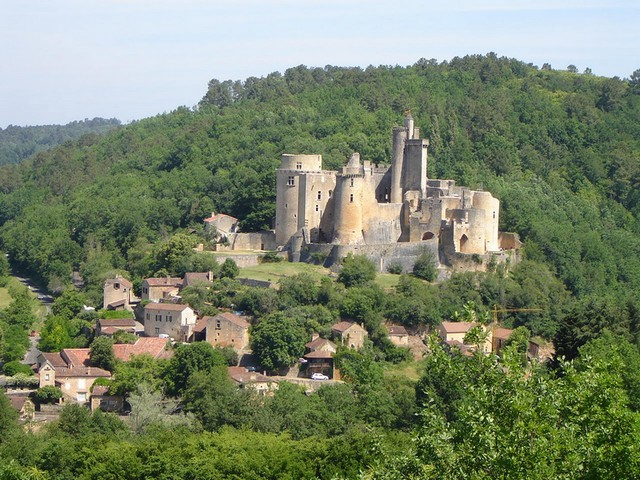
El castillo de Bonaguil fue reformado considerablemente por Berenguer en el siglo XV

Hasta la Revolución, la casa francesa de Rocafull fue representada por diferentes miembros: 
- Arnaud II que fue senescal del Perigord,
- Bérenger que reedificó considerablemente el castillo de Bonaguil,
- Jaques-Aymard que fue teniente general y governador de Rodez,
- Aymar-Joseph que fue vicealmirante de Francia, jefe de la armada del Mediterráneo y governador del puerto militar de Brest. Fue gran cruz del orden de San Luis,
- Pierre que participó a la Guerra de Independencia de los Estados Unidos con dos primos,
- Antoine III primer marqués de Roquefeuil en 1618.[2]

## Rama Española

### Creación de la rama española

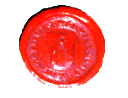
Tratado de Corbeil (1258) - Sello de Guillermo de Roquefeuil

- Guillermo, hijo de Arnaud I, sirvió al rey aragonés don Jaime I en las conquistas de los reinos de Valencia y Murcia. En recompensa a sus servicios, el 13 de septiembre de 1266, Jaime I, en nombre de Alfonso X, le concedió el castillo y villa de Alpera. En 1258, fue embajador de Jaime I y firmó el Tratado de Corbeil con Luis IX de Francia con el fin de llegar a una paz duradera, conformando unas fronteras estables entre el reino de Aragón y el reino de Francia.[1]
  - Ramón, beneficiario de tierras en Murcia recibió allí de la Corona el señorío de Abanilla, antes perteneciente a la Orden de Santiago. En 1282 daba comienzo la rebelión del infante heredero de Castilla, Sancho, contra su padre el Rey. Ramón, como muchos murcianos, permaneció del lado de Alfonso X que le luego le nombró adelantado mayor de Murcia y su reino.[3]

### Personajes importantes en España
- Guilhem, gobernador de Alicante, Orihuela y Menorca y virrey de Mallorca durante el siglo XVI,[4][5]
- Gaspar, gentilhombre de boca del rey Felipe IV y primer conde de Albatera[6]
  - Ramon, conde de Albatera casado con Maria, condesa de Peralada[7]
    - Guillem, que fue el primero del linaje a quien le fue concedido el título de grande de España (1703), anexo al título de conde de Peralada. Fue además marqués de Anglesola, conde de Albatera, conde de Santa María de Formiguera, marqués de Terranova y duque de Mandas y barón y comendador de Bétera en la Orden de Calatrava.[8]Sebastián de Rocafull

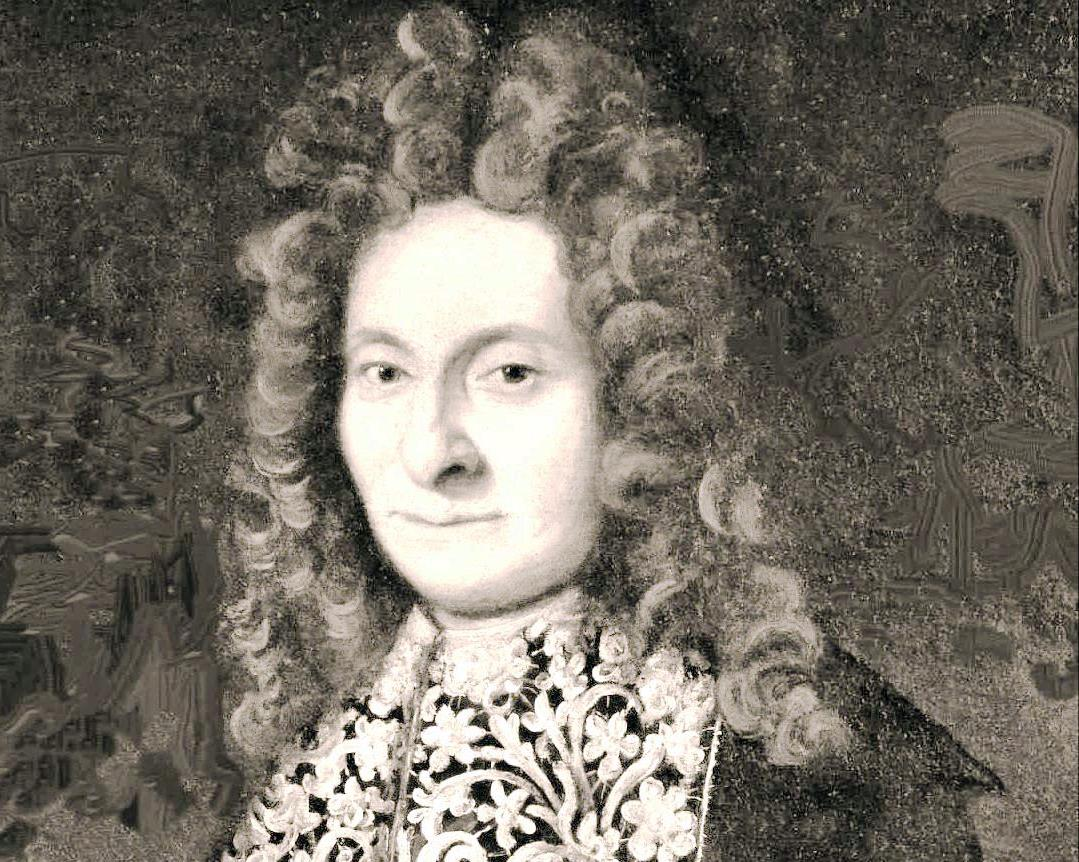
Sebastián de Rocafull

- Sebastián, matemático, pionero en el campo de las probabilidades, e ingeniero militar, experto en fortificaciones,
- Raimundo, gran maestre de la Orden de Malta, comendador de Castellote, Tronchón, Torrente y Baílio de Negroponte,
- Melchor, Virrey del Perú

La rama española, es perpetuado en Francia con los Roquefeuil-Versol que  produjo, desde la revolución, doctores en medicina y abogados. 